# Myioborus
Myioborus es un género de aves paseriformes perteneciente a la familia Parulidae. Todos sus miembros son originarios de América y reciben los nombres comunes de candelitas o chipes.

## Especies
Contiene las siguientes especies:
- Candelita aliblanca (Myioborus pictus)
- Candelita plomiza (Myioborus miniatus)
- Candelita de tepuí (Myioborus castaneocapillus)
- Candelita coronicastaña (Myioborus brunniceps)
- Candelita de Paria (Myioborus pariae)
- Candelita cariblanca (Myioborus albifacies)
- Candelita de Cardona (Myioborus cardonai)
- Candelita collareja (Myioborus torquatus)
- Candelita de anteojos (Myioborus melanocephalus)
- Candelita adornada (Myioborus ornatus)
- Candelita frentiblanca (Myioborus albifrons)
- Candelita coronigualda (Myioborus flavivertex)